# Corynoneura atomaria
Corynoneura atomaria är en tvåvingeart som beskrevs av Zetterstedt 1850. Corynoneura atomaria ingår i släktet Corynoneura och familjen fjädermyggor.
Artens utbredningsområde är Sverige. Inga underarter finns listade i Catalogue of Life.